# Kallioluoto (ö i Norra Karelen, Joensuu, lat 62,84, long 29,74)
Kallioluoto är en ö i Finland. Den ligger i sjön Höytiäinen och i kommunen Kontiolax i den ekonomiska regionen  Joensuu ekonomiska region  och landskapet Norra Karelen, i den sydöstra delen av landet, 400 km nordost om huvudstaden Helsingfors. Öns area är 5,9 hektar och dess största längd är 0,6 kilometer i nord-sydlig riktning.